# Erton Fejzullahu
Erton Fejzullahu, född 19 april 1988 i Mitrovica, Jugoslavien, är en svensk-kosovansk fotbollsspelare av albansk härkomst.

## Klubbkarriär
År 2005 anslöt sig Fejzullahu till FC Köpenhamns U-lag då han köptes från div 4-klubben Högadals IS. Han slog sig dock aldrig in i A-laget och spelade ingen tävlingsmatch för FCK. 2007 lånades han ut till Mjällby AIF på ett säsongslångt lån som senare blev ett kontrakt på permanent basis då han skrev på ett treårskontrakt med Blekingeklubben. Fejzullahu var sedan på väg att gå till nyblivna svenska mästarna  Kalmar FF under vintern 2009 men det blev inget av då han istället provspelade för italienska Udinese. Han blev dock kvar i Mjällby under våren och inledde säsongen med sju mål på sex matcher i serien samt mål mot Malmö FF och Hammarby IF i svenska cupen.
I juli samma år blev Fejzullahu klar för holländska NEC Nijmegen. Under sin första säsong i Eredivisie spelade han 30 matcher och gjorde 3 mål. Därefter blev speltiden sämre och han lånades 2011 ut till danska Randers FC.
Sommaren 2012 skrev Erton på ett 4-årskontrakt med Djurgården där han fick tröja nummer 10. Sitt första mål för klubben gjorde han i sin andra match, mot Gefle IF, och ett första hattrick kom mot regerande svenska mästarna Helsingborg i augusti; detta i sin tredje match för klubben.
Den 27 juli 2014 meddelade Djurgården att Fejzullahu omedelbart skulle lånas ut till den kinesiska klubben Beijing Guoan FC, tvåa i ligan efter halva säsongen. Utlåningen gällde säsongen 2014 ut, därefter hade Beijing Guoan en köpoption vilken senare också utnyttjades. Efter en lyckad tid värvades Fejzullahu i januari 2016 av ligakonkurrenten Dalian Transcendence.
I mars 2017 värvades Fejzullahu av norska Sarpsborg 08, där han skrev på ett korttidskontrakt som löpte ut i juli 2017. Kort därpå, den 21 juli, värvades han av Kalmar FF på ett kontrakt säsongen ut. I mars 2018 skrev han på ett kontrakt över säsongen 2018 med Kalmar FF, trots erbjudanden från klubbar i både Europa och Asien.
I mars 2019 värvades Fejzullahu av litauiska Žalgiris från Vilnius. 18 november 2019 rapporterades att spelaren hade lämnat laget efter att hans idrottsavtal gått ut. Under den tiden spelade han sju matcher i A lyga och gjorde två mål. Han fick en allvarlig skada i juni som tvingade honom att avsluta sin säsong i förtid.

## Landslagskarriär
Fejzullahu debuterade i Sveriges U21-landslag 5 juni 2009 i en bortamatch mot Slovakien. Han gjorde sitt första mål fyra dagar senare då han kom in som avbytare mot Finland. I U21-EM-kvalmatchen i november 2009 mot Kazakstan gjorde han 4 mål i 5–1-vinsten. Han gjorde den i mars 2010 också ett mål borta mot Portugal, en match som U21-landslaget vann med 2–0.
Totalt i Sveriges U21-landslag under åren 2009 och 2010 gjorde Fejzullahu 7 mål på 7 matcher.
Fejzullahu gjorde sin debut i A-landslaget mot Nordkorea i King's Cup, den 23 januari 2013. I samma match gjorde han även sitt första mål för A-landslaget.
Två månader senare gjorde Fejzullahu den "riktiga debuten" i svenska A-landslaget; detta som inhoppare i bortamatchen mot Slovakien där slutresultatet blev 0–0. Den 17 januari 2014 gjorde han, i en match mot Makedonien, för första gången 2 mål i samma match för Sverige.

## Statistik seriematcher
| Klubb                   | Säsong         | Serie                | Matcher | Mål | Assist | Poäng |
| ----------------------- | -------------- | -------------------- | ------- | --- | ------ | ----- |
| Mjällby AIF             | 2007           | Superettan           | 22      | 5   | 2      | 7     |
| Mjällby AIF             | 2008           | Superettan           | 23      | 6   | 0      | 6     |
| Mjällby AIF             | 2009           | Superettan           | 14      | 13  | 5      | 18    |
| Mjällby AIF             | Totalt         | Totalt               | 59      | 24  | 7      | 31    |
| NEC Nijemingen          | 2009/10        | Eredivisie           | 29      | 3   | 0      | 3     |
| NEC Nijemingen          | 2010/11        | Eredivisie           | 8       | 0   | 0      | 0     |
| NEC Nijemingen          | Totalt         | Totalt               | 37      | 3   | 0      | 3     |
| Randers FC              | 2010/11        | Superligaen          | 7       | 0   | 2      | 2     |
| Randers FC              | Totalt         | Totalt               | 7       | 0   | 2      | 2     |
| Mjällby AIF             | 2011           | Allsvenskan          | 6       | 0   | 0      | 0     |
| Mjällby AIF             | 2012           | Allsvenskan          | 15      | 6   | 2      | 8     |
| Mjällby AIF             | Totalt         | Totalt               | 21      | 6   | 2      | 8     |
| Djurgårdens IF          | 2012           | Allsvenskan          | 13      | 7   | 3      | 10    |
| Djurgårdens IF          | 2013           | Allsvenskan          | 27      | 7   | 3      | 10    |
| Djurgårdens IF          | 2014           | Allsvenskan          | 13      | 9   | 1      | 10    |
| Djurgårdens IF          | Totalt         | Totalt               | 53      | 23  | 7      | 30    |
| Bejing Guoan FC         | 2014           | Chinese Super League | 14      | 7   | 2      | 9     |
| Bejing Guoan FC         | 2015           | Chinese Super League | 17      | 5   | 0      | 5     |
| Bejing Guoan FC         | Totalt         | Totalt               | 31      | 12  | 2      | 14    |
| Dalian Transcendence FC | 2016           | China League One     | 7       | 1   | 0      | 1     |
| Dalian Transcendence FC | Totalt         | Totalt               | 7       | 1   | 0      | 1     |
| Sarpsborg 08 FF         | 2017           | Eliteserien          | 12      | 2   | 0      | 2     |
| Sarpsborg 08 FF         | Totalt         | Totalt               | 12      | 2   | 0      | 2     |
| Kalmar FF               | 2017           | Allsvenskan          | 14      | 1   | 3      | 4     |
| Kalmar FF               | 2018           | Allsvenskan          | 18      | 3   | 0      | 3     |
| Kalmar FF               | Totalt         | Totalt               | 32      | 4   | 3      | 7     |
| FK Žalgiris             | 2019           | A Lyga               | 7       | 2   | 0      | 2     |
| FK Žalgiris             | Totalt         | Totalt               | 7       | 2   | 0      | 2     |
| Hela karriären          | Hela karriären | Hela karriären       | 266     | 77  | 23     | 100   |

## Landskamper
| Land       | Säsong     | Matcher | Mål |
| ---------- | ---------- | ------- | --- |
| Sverige    | 2013       | 3       | 1   |
| Sverige    | 2014       | 2       | 2   |
| Sverige    | Totalt     | 5       | 3   |
| Kosovo     | 2015       | 1       | 0   |
| Kosovo     | 2016       | 0       | 0   |
| Kosovo     | 2017       | 1       | 0   |
| Kosovo     | Totalt     | 2       | 0   |
| Sammanlagt | Sammanlagt | 7       | 3   |